# كاثرين جاكسون (كاتبة)
كاثرين جاكسون (بالإنجليزية: Katherine Jackson L)‏ هي كاتبة سير ذاتية وكاتِبة أمريكية، ولدت في 4 مايو 1930 في مقاطعة بربور في الولايات المتحدة.

## وصلات خارجية
- كاثرين جاكسون على موقع IMDb (الإنجليزية)
- كاثرين جاكسون على موقع إن إن دي بي (الإنجليزية)
- كاثرين جاكسون على موقع قاعدة بيانات الفيلم (الإنجليزية)